# Пезово
Пезово (на македонска литературна норма: Пезово; на албански: Pezova) е село в Северна Македония, в община Куманово.

## География
Селото е в областта Овче поле в западното подножие на планината Манговица. Селото е разположено на един гребен с посока североизток-югозапад и е от разпръснат тип. Граничи със село Кутлибег от западната страна, а на югоизток със село Къшане.

## История
На възвишението Голема Вукасия с надморска височина от 609 m, в близост до пътя свързващ Кумановско с Овче поле, има крепост с остатъци от зидове. Друга твърдина се намирала на възвишението Градище край пътя, който води за селото Беляковце, с надморска височина от 750 m.
В миналото през селото Пезово водел кервански път от Солун. Църквата „Света Петка“ е от XVII век.
В края на XIX век Пезово е българско село в Кумановска каза на Османската империя. Според статистиката на Васил Кънчов („Македония. Етнография и статистика“) от 1900 година Пезово е село, населявано от 406 жители българи християни.
Цялото население на селото е под върховенството на Българската екзархия. По данни на секретаря на екзархията Димитър Мишев („La Macédoine et sa Population Chrétienne“) в 1905 година в Пезово има 360 българи екзархисти и функционира българско училище. През 1907 година главният учител в Куманово пише в свой рапорт, че селото има 78 чисто „български екзархийски къщи“, а икономическото му положение е „донейде завидно“.
В учебната 1907/1908 година според Йован Хадживасилевич в селото има екзархийско училище.
В 1912 година по време на Балканската война в селото влизат сръбски части и е установена сръбска власт. На 27 март 1913 година сръбският секретар на общината в Малино Данило Цекич изпраща писмо до поп Никола Иванов в Куманово с образец на молба до сръбския митрополит Викентий Скопски, в която селяните се обявяват за сърби:
| „ | Отче Никола, ти ще подпишеш това писмо, което ти изпращам, и след тебе ще трябва да го подпишат сопотските селяни, както и твоите енориаши: тръстеничани, пиесчани, станевчани, алканичени... За всяко село трябват двадесет подписа... Внимавай, щото тия, които ще подпишат, да не избягат. | “ |

След Междусъюзническата война в 1913 година селото попада в Сърбия.
Според преброяването от 2002 година селото има 53 жители, всички северномакедонци.

## Личности
Родени в Пезово
- Гани Арсов, български революционер, четник на Кръсто Лазаров в 1914 година[8]
- Илия Анастасов, македоно-одрински опълченец, 3 рота на 2 скопска дружина[9]
- Илия Стефанов (1882 – сл. 1950), български революционер от ВМОРО, четник на Боби Стойчев[10]
- Йосиф Младенов, български опълченец, IV опълченска дружина, умрял в София преди 1918 г.[11]
- Кръсто Денков, български революционер от ВМОРО, четник на Апостол Петков[12]
- Пешо Велков, български революционер от ВМОРО, четник на Тодор Паница[13]
- Пешо Иванов (1843 – 1905), дългогодишен кмет на Пезово, деец на ВМОРО[14]
- Стоян Попманасиев, български революционер, деец на ВМОРО[14]